# أم البساتين (العقبة)
أم البساتين منطقة سكنية تقع في لواء القويرة، محافظة العقبة في الأردن. تنتمي المنطقة لقضاء القويرة الذي يضم 10 مناطق. يقدر عدد سكانها بـ 508 نسمة حسب إحصاء 2015.

## الوصلات الخارجية
- دائرة الاحصاءات العامة